# 异十六烷
异十六烷（Isocetane ，2,2,4,4,6,8,8-七甲基壬烷）是一种高度支链化的烷烃，其十六烷值为15，是一种相对不易燃的烷烃，用于替代昂贵且不易处理的1-甲基萘配制特定十六烷值的燃料，对比测定柴油的易燃性。